# ماجلي نويل
ماجلي نويل (بالفرنسية: Magali Noël)‏ (مواليد إزمير 27 يونيو 1932 - 23 يونيو 2015)، ممثلة سينمائية، ومغنية فرنسية [التركية] . مثلت في العديد من الأفلام الفرنسية، و الأيطالية [التركية] ، وخاصة كانت واحدة من أفضل الممثلات مثل : فيديريكو فيللينى. وقد لعبت العديد من الأدوار السينمائية في الفترة من 1951-1980. وفي الفترة من 1980-2002 قد لعبت العديد من الأدوار في الأفلام التلفزيونية.
وقد ولدت ماجلي نويل في 27 يونيو [التركية] 1932 ، وعندما بلغت عمر السابعة ذهبت إلى فرنسا [التركية] . وفي عام 1951 فقد بدأت أعمالها السينمائية. وبعد الثمانيات فقد بدأت التمثيل في الأفلام ، والمسلسلات التلفزيونية. وقد لعبت ماجلي ما يقرب من 96 دورا دوليا وذلك في خلال 50 عاما في العديد من الأفلام الأيطالية والفرنسية. وقد كانت من أهم الأفلام التي قامت بتمثيلها : جوليس داسين (1955) ، جان رينوار أيلينا أيتليس هوميس (أيلينا والأولاد) (1957) ، موت [التركية] كوستا-جفراس (زاد) ، فرديريكو فيلينى لا دولكا فيتا [التركية] (1961) ، ساتريكون [التركية] (1970) ، و أماركود (1974). وقد كانت ماجلي نويل واحدة من الفنانات المثيرة للأغراء .
وقد كانت ماجلي نويل في نفس الوقت مطربة، وقد أصدرت العديد من الألبومات الفنية في فرنسا منذ عام 1956. وقد بدأت بغناء الأغانى الفرنسية بأغنية ( جونى يؤذينى) (Fais-moi mal Johnny) ، وذلك في عام 1956 التي تعود إلى الملحن بوريس فيان ، وقد كانت أول أغنية روك اند وال قامت بغنائها. وقد قامت بالغناء في العديد من محطات الراديو المختلفة لفترة طويلة.

## الأفلام وأدوارها
-1951: غدا الحصول على الطلاق
-1951:وحدة في باريس-جانيت مليار
-1953:اثنان من السرب
-1954:يموت سنفعل البقية، فرانسواز
-1955:ابن كارولين الحبيب-تيريزا
-1955:الأبتزاز، دنيس
-1955:غارة على رازيا، يزيت

لقطة من فيلم "أماركورد"

-1955:دو رفيفى جهيز ليس هوميس ( رفيفى، الأنسان والمال) – فيفيان ( نويل، غناء الأغنية الرئيسية للفيلم)
-1955:مناورات ليس جراند- تيريزا
-1956:القاعدة 117 ، موريل روسيت
-1956:كونها تمتلك، بيا مانوسك
-1956:ايلينا والرجال، لولتيلى
-1957 : القتلة واللصوص، مادلين فيرون
-1958:قانون الحقوق (أرفيتا برجينيا) أيفيت
-1958:الرغبة تؤذى الرجال، ناتالى
-1958: إذا كان ملك يعرف ذلك
-1958:الفخ، كورا الرائب
-1959:بعض النساء تختفى، كورا الاين ميرلين
-1959:انه لا يمكن ان يحدث العيش، غلوريا سيلبى
-1959:اوه، كيو مامبو-فيفيان مونتيرو
-1959:جزيرة نهاية العالم، جين
-1960:جوستنى، سونيا
-1960:بوليفارد-جينى الدر
-1960:وكالفو بيس كلافو، مارسيلا سولسترى
-1960:مريم من الجزر، جولى
-1960:لا دولتشى فيتا، فانى
-1960:نوى سيامو دو ايفاس، اوديت
-1961: ان الحروق الصحراء، لينكو
-1961:الفتاة في رجزا، شانيل
-1961:قانون الحرب (يجى دى غيرا) ، أولجا
-1961: يلا شباب ( أنوتى دى نوتى)
-1961: في عرين الأسد – باربرا يباكوس
-1961: في المعركة –( مانى في ألتو)
-1961:لعبة القاتل (مودرسبيل) ، أيفا تروجر
-1962:سر أرتجنان ( سيجريتو دى أرتجنان) ، كارلوتا
-1963: توتو البريد كليوباترا-كليوباترا
-1963:البحث عن بازى دونى
-1963:عاصفة في سيلان ( داس توجيدوس جيلون) ، جابى
-1963:وقوع الحادث، اندريا
-1964:الاتجار بالرقيق الأبيض- لويزا
-1964:قداس الرجل، ايفا
-1964:أولتجرو بودرو، اخت جيفلانو
-1964:الدرانير تيجرى، ليديا
-1964: حبل العنق
-1965: مغامرة في بيروت (بيروت لا داما)
-1966: كيف لا يتزوج الملياردير (مسلسل تلفزيونى)،دليا ديلمارى
-1967: الجولين ( تلفزيون) ، أنجلينا
-1968:الشهر الأجمل، كلودبا
-1969:الموت [التركية] (زاد ) ، اخت نيجك
-1969: القتاد، أنى
-1969:مرزانى هانو دويجى مانى، ماتيلد برنابى
-1969:ساتيريكون [التركية] ، فورتوناتا
1970:اديبون
-1970:مدار السرطان، الأمير
-1970:الخراف القس (كيروكين) ، كونتس
-1970:الرجل الذي أكثر قوة من المرأو، السيدة فرانشيتى
-1971:بيلفى
-1971:يضفى السبارتو، السنيورة بيلينى
-1972: روكنتى بروبيتى، دى نيت فسيت
-1972:كما كان من قبل أفضل ( تلفزيون) ، فولوفيا جيلى
-1972:المكافاة تأتى بسرعة، ممرضة
-1973:اماركود ، غراديسكا، كوافير
-1975: زمن القتلة، روسانا
-1975:معلم بمدرسة الأبتدائية ببرشلونة
-1975:البنك موناتى
-1977:اهتمام الدولة
-1978: جان كريستوف (مسلسل تلفزيونى)
-1978: ليس ريندس، فواس دى أنا، ايدا
-1980:لو شيمان بريدة، ماريا
-1980: رئيس جريفميت مالد (تلفزيون) ، أديث ويسلون
-1982:اعترافات ليه دو شوفالييه ديفوار للصناعات فيلكيس كرول، ممى هوبفلى
-1982:خامسة الأمر الواقع لكوير ديفيد، سارة والدة ديفيد
-1982:ليفانت ايت ليس ماجكينس (التلفزيون) ، مرغريت هالة
-1983: ليس أنيس 80
-1983:لا مورت دى ماريو ريتشى، سولانج
-1984:الغارة (التلفزيون) ، مادو
-1985:ديزل(فيلم) ، ميكى
-1985:فرتجيس، كونستانس
-1986:الخروج، سولانج
-1986:لامور تانجو (تلفزيون) ، أنجيلا
-1989: لا نوى دى أكليسوز، هيلين بيلوز
-1989:بنتمنتيو (فيلم) ، مدلينا
-1991: الجرائم، والحديقة (التلفزيون) ، سوزانه
-1992:القلوب المحترقة (مسلسل تلفزيونى) ، جوليا
-1997: ليس هيرتس (فيلم 1997) ليس هيرتس (تلفزيون) ، زيزى
-1998:لى ديرنير فيلس (تلفزيون) ، اليزابيث هاس
-1999:لا نوت ديس هولتس (تلفزيون) ، ريانتى ليبلانس
-2000: لا فيديليتى والدة جليلة
-2001:رجيينا كولى (فيلم) ، رجيينا كولى، ريجينيا
-2002: لا المصدر قصر ( تلفزيون) ، روز
-2002:لا فيريتية سور تشارلى ( الحقيقة حول تشارلى) ، المرأة المرتدية الأسود

## اللوحات الفنية
-1956:بوريس فيان للبضائع، موى جونى
-1964:بوريس فيان لماجلي نويل
-1988: بوريس فيان لمجالى نويل ( موسيقى، سي دي لجاك كانيتى)
-1989:يخص سور فيان، مع ستيفانى نويل، للعيش في بويوسبورى
-2002:مجلى نويل (قصة الزئبق والسى دى )

## الملاحظات
-1959 بتاريخ فرنسا، أوه الأنتاج الأيطالى المشترك ، وقد شاركت في العديد من أدوار البطلوة مع ديرو موينو [التركية] الفنان والممثل المشهور ب أزمير ، ومثلت معه أيضا فيلم كوبو مامبو.

## الروابط الخارجية
- ماجلي نويل على موقع IMDb (الإنجليزية)
- ماجلي نويل على موقع روتن توميتوز (الإنجليزية)
- ماجلي نويل على موقع ألو سيني (الفرنسية)
- ماجلي نويل على موقع ميوزك برينز (الإنجليزية)
- ماجلي نويل على موقع أول موفي (الإنجليزية)
- ماجلي نويل على موقع قاعدة بيانات الأفلام السويدية (السويدية)
- ماجلي نويل على موقع ديسكوغز (الإنجليزية)
- ماجلي نويل على موقع قاعدة بيانات الفيلم (الإنجليزية)
- ماجلي نويل على موقع كينوبويسك (الروسية)

-مجلى نويل على موقع اي ام دي بي
-الموقع الرسمى